# Wilhelm Josephi

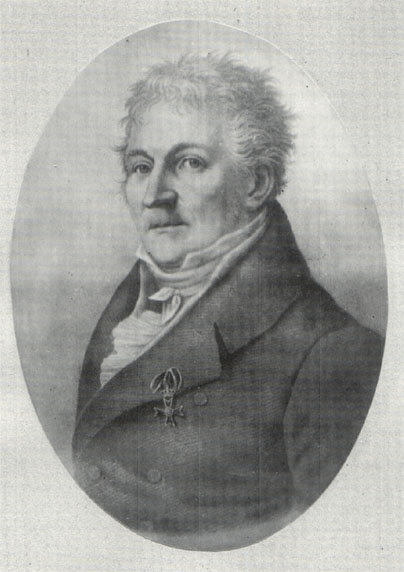
Wilhelm Josephi

Johann Wilhelm Josephi (* 8. März 1763 in Braunschweig; † 31. August 1845 in Hohen Sprenz) war ein deutscher Chirurg und Geburtshelfer. Er lehrte an der Universität Rostock.

## Leben
Wilhelm Josephi wurde als Sohn eines Wundarztes geboren, auch seine Mutter entstammte einer Medizinerfamilie. Josephi zeigte früh Interesse für die Medizin und war bereits als Gymnasiast bei Operationen seines Vaters anwesend. Er studierte ab 1782 Medizin in Göttingen. Er bekam schon als Student 1784 eine Stelle als „Prosektor mit Gehalt“ und wurde 1785 in Helmstedt zum Dr. med. promoviert. Er lehrte als Privatdozent am Göttinger Theatrum anatomicum und unternahm eine wissenschaftliche Reise durch Deutschland, bevor er sich 1788 anfangs in Braunschweig, später in Peine bei Hildesheim als praktischer Arzt und Geburtshelfer niederließ. 1789 wurde er als außerordentlicher Professor und Prosektor an die Universität Rostock berufen. Die Ernennung zum ordentlichen Professor für Anatomie, Chirurgie und Geburtshilfe erfolgte 1792.
Am 27. September 1789, kurz vor seiner Abreise nach Rostock, heiratete Josephi Johanne Christiane Dorothea, geborene Sievers. Das Paar hatte sieben Kinder.
Die Universität befand sich zu diesem Zeitpunkt in einem schlechten Zustand, da von 1760 bis 1789 eine Auseinandersetzung und Trennung der Universität Rostock in der Gründung der Universität Bützow gipfelte und gerade die Rückkehr nach Rostock erfolgt war. Die geringe Anzahl Studenten und die damit einhergehende schlechte Bezahlung zwangen Josephi, als Arzt und Geburtshelfer in den Rostocker Hospitälern tätig zu werden. Die Tätigkeit als Regimentsarzt seit 1805 hatte sicher ähnliche Gründe.
1790 eröffnete Josephi am Alten Markt das erste Anatomische Institut in Rostock. 1793 übernahm er die Leitung der Hebammenschule und gab 1797 ein Hebammen-Lehrbuch heraus. 1801 eröffnete er eine Chirurgische klinische Anstalt, in der er mit Studenten unentgeltlich Operationen vornahm. Da er die Mittel dazu fast vollständig aus seinem privaten Vermögen beisteuern musste, konnte er diese Anstalt nur drei Jahre betreiben, was eine unmittelbar eintretende Abnahme der Studentenzahl von über 20 auf einen zur Folge hatte.
1805 erfolgte die Wahl zum Rektor der Universität. 1805 gab er eine Schrift mit dem Titel „Bruchstücke einer physisch-medizinischen Beschreibung von Rostock“ heraus, in der er die schlechten Wohnverhältnisse und die unzureichenden hygienischen Zustände in der Stadt anprangerte. Ebenfalls 1805 kaufte Josephi dem bisherigen Regimentschirurgen seine Stelle im Infanterie-Regiment Erbprinz (Garnison Rostock) ab. Am 7. Juli 1808 wurde Josephi von Herzog Friedrich Franz I. zum Generalchirurgen neu errichteter Bataillone ernannt, später zum Generalchirurg der Armee. Josephi entwickelte in seinem 1808 abgeschlossenen Lehrbuch der Kriegsarzneikunde das 1813 als die Anweisung zur Erhaltung der Gesundheit der Soldaten im Felde erschien, eine Reihe damals fortschrittlicher Ideen zur medizinischen Versorgung der Truppen. Die humanistische Haltung Josephis zeigte sich auch in seinem Verlangen nach Behandlung verwundeter Gegner und der Definition des medizinischen Personals als neutral. Josephi blieb aber nicht Generalchirurg der Armee – den Ausschlag für diese Entscheidung war vermutlich die Nichtteilnahme an dem Befreiungskrieg gegen Napoleon und damit das Fehlen persönlicher Einsatzbereitschaft – doch führte er seine reformatorischen Arbeiten fort. So setzte er sich insbesondere für Verbesserungen auf militärhygienischem Gebiet ein. 
1816 wurde er erneut zum Rektor der Rostocker Universität gewählt.
Am 28. August 1839 wurde Johann Wilhelm Josephi aus Anlass seines 50-jährigen Professorenjubiläums von Großherzog Paul Friedrich zum Geheimen Medizinalrat ernannt.
Josephi starb in Hohen Sprenz, wo eine seiner Töchter als Pastorenfrau lebte, und fand in einer Familienkapelle in Rostock seine letzte Ruhe.

## Werke (Auswahl)
- De conceptione abdominali vulgo sic dicta. (= Dissertation, Universität Göttingen) Dieterich, Göttingen 1784, OCLC 14852741.
- Über den thierischen Magnetismus als einen Beitrag zur Geschichte der menschlichen Verirrungen: nebst einer Beleuchtung des Comte de Satillieu. Schulbuchhandlung, Braunschweig 1788, OCLC 257642520.
- Grundriß der Naturgeschichte des Menschen. Nebst einer vorangeschickten Übersicht der allgemeinen Naturgeschichte zum Gebrauche der Vorlesungen. Hoffmann, Hamburg 1790, OCLC 230983054.
- Über die Schwangerschaft außerhalb der Gebärmutter und über eine höchst merkwürdige Harnblasenschwangerschaft insbesondere. Stiller, Rostock 1803, OCLC 14842101.